# آندرس الدبرینک
آندرس الدبرینک (انگلیسی: Anders Eldebrink؛ زادهٔ ۱۱ دسامبر ۱۹۶۰) بازیکن هاکی روی یخ اهل سوئد است.
از باشگاه‌هایی که در آن بازی کرده‌است می‌توان به ونکوور کناکز اشاره کرد.